# Шепетовская улица (Санкт-Петербург)
Шепето́вская улица — улица в Красногвардейском районе Санкт-Петербурга. Проходит от Среднеохтинского проспекта до проспекта Металлистов. Длина 370 метров.

## История
Изначально улица называлась Георгиевской (название известно с 1828 года). Улица начиналась от Невы и продолжалась до нынешнего проспекта Металлистов, также в её состав входила Партизанская улица и Новомалиновская дорога. Улица доходила до реки Охты. Современное название улица получила 15 декабря 1952 года. Название было дано в честь советских войск, освобождавших от немецко-фашистских захватчиков украинский город Шепетовка в ходе Ровно-Луцкой операции января — февраля 1944 года.

## Пересечения
- Среднеохтинский проспект
- проспект Металлистов

## Транспорт
Ближайшие к Шепетовской улице станции метро — «Новочеркасская» и «Ладожская» 4-й (Правобережной) линии.
До этой улицы можно добраться трамваями № 7, 10, 23, автобусом № 132, троллейбусами № 16, 18, а также троллейбусами, следующими от Красногвардейской площади в троллейбусный парк № 2 (улица Арсенальная, дом 27).
Движение по улице одностороннее, в восточном направлении.